# Пищалино (Зубцовский район)
Пищалино  — деревня в Зубцовском районе Тверской области. Входит в состав Вазузского сельского поселения.

## География
Находится в южной части Тверской области на расстоянии менее 2 км по прямой на северо-восток от районного центра города Зубцов на правом берегу Волги.

## История
Деревня была отмечена еще на карте 1825 года. В 1859 году здесь (деревня Зубцовского уезда Тверской губернии) было учтено 14 дворов, в 1941—25.

## Население
Численность населения: 94 человека (1859 год), 10 (русские 90 %) в 2002 году, 8 в 2010.